# رالف مک‌دانلد
رالف مک‌دانلد (انگلیسی: Ralph MacDonald؛ ‏ ۱۵ مارس ۱۹۴۴ – ۱۸ دسامبر ۲۰۱۱) موسیقی‌دان، آهنگساز، ترانه‌سرا، تنظیم‌کننده و تهیه‌کننده موسیقی اهل ایالات متحده آمریکا بود.
وی با هنرمندان و خوانندگان فراوانی همکاری داشت و برایشان ترانه نوشت یا آهنگسازی نمود که از آن میان می‌توان به برت بکراک، جورج بنسون، دیوید بویی، آریتا فرانکلین، آرت گارفانکل، بیلی جول، کوئینسی جونز، کارول کینگ، میریام ماکبا، دیوید سنبورن، پل سایمون، جیمز تیلور، لوتر وندرس، ایمی واینهاوس، باب جیمز، اشفورد و سیمپسون، نانا موسکوری، جیمی بافت، گراور واشینگتن جونیور، اریف ماردین، مکس روچ و راد استیوارت اشاره کرد.